# Sparkær
Sparkær (tidligere Sparkjær) er en lille by i Midtjylland med 616 indbyggere  (2024), beliggende i Nørre Borris Sogn, godt 15 kilometer vest for regionshovedbyen Viborg. Byen ligger i Viborg Kommune og hører til Region Midtjylland.
Sparkær er tidligere stationsby ved Langå-Struer-banen. Stationen genåbnede 11. december 2022 og betjenes af Arrivas tog på strækningen Aarhus-Struer. I byen ligger plejehjemmet Nordstjernen.
Indtil 1970 var Sparkær hovedby i Tårup-Kvols-Nørre Borris Kommune i Fjends Herred. I 1970 blev kommunen delt. Tårup og Kvols kom til Gl. Viborg Kommune, mens Nørre Borris (med Sparkær) kom til Fjends Kommune.

## Historie
Sparkjær landsby bestod i 1682 af 4 gårde og 2 huse uden jord. Det samlede dyrkede areal udgjorde 268,0 tønder land skyldsat til 24,42 tønder hartkorn. Dyrkningsformen var græsmarksbrug med tægter.
Omkring århundredeskiftet omtales byen således: "Sparkjær med Skole, Forsamlingshus (opf. 1892), Andelsmejeri, Mølle, Bageri, Tørvefabrik".